# Więzadło podkolanowe łukowate
Więzadło podkolanowe łukowate (łac. ligamentum popliteum arcuatum) – w anatomii człowieka jedno z więzadeł stawu kolanowego. Przyczepia się do kłykcia bocznego kości udowej a kończy swój przebieg w części środkowej ściany tylnej torebki stawowej pod więzadłem podkolanowym skośnym. Jest kształtu podkowiastego z wklęsłością skierowaną ku górze.